# Sitobion avenae
Sitobion avenae är en insektsart som först beskrevs av Fabricius 1775.  Sitobion avenae ingår i släktet Sitobion och familjen långrörsbladlöss. Arten är reproducerande i Sverige.

## Underarter
Arten delas in i följande underarter:
- S. a. avenae
- S. a. longisiphon

## Bildgalleri

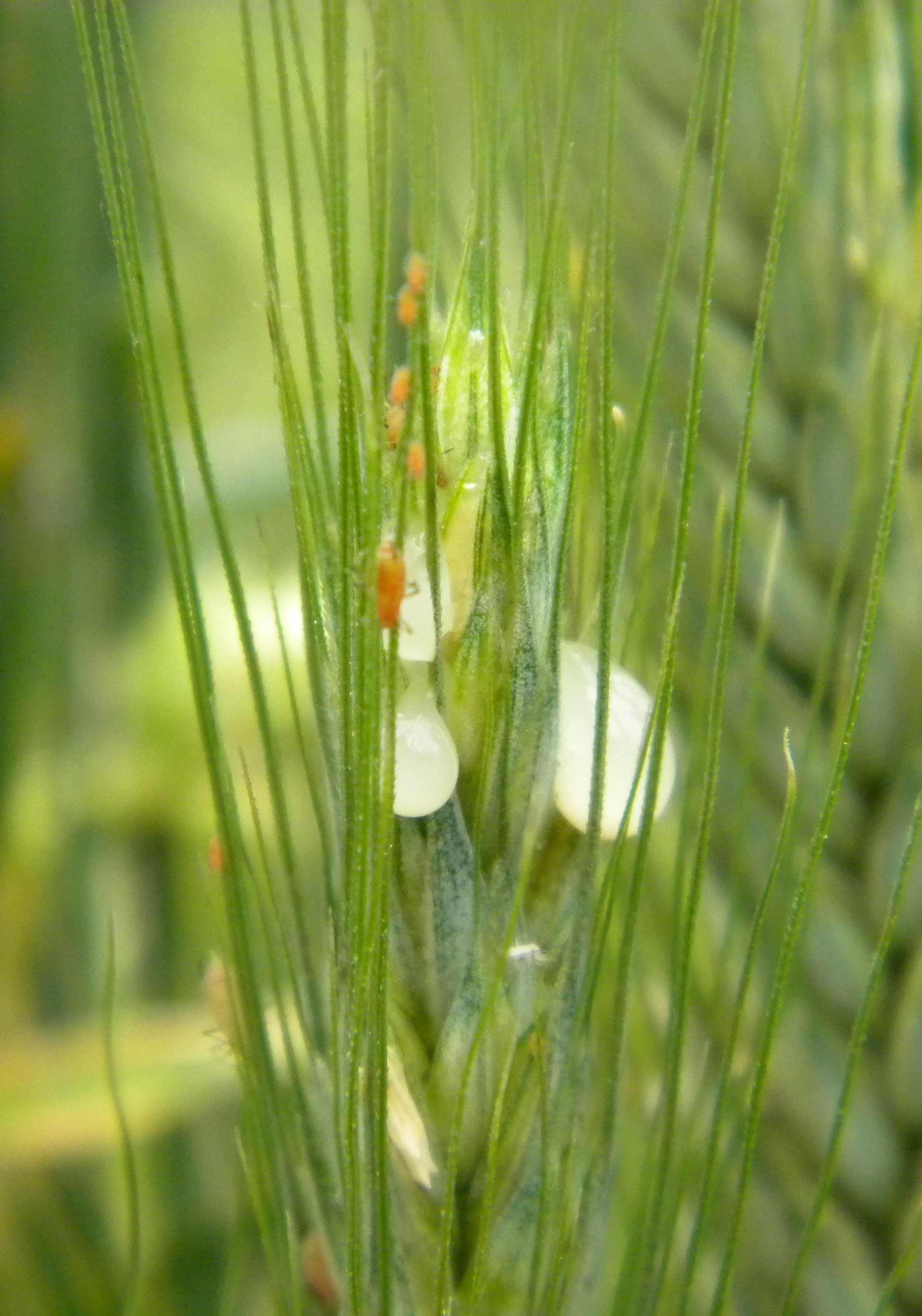